# On The Rocks (canción de Nicole Scherzinger)
«On The Rocks» —en español: En las Rocas— es una canción grabada por la cantante estadounidense Nicole Scherzinger para su segundo álbum de estudio Big Fat Lie (2014), del cual es el tercer sencillo oficial. La canción fue lanzada el 10 de octubre de 2014 RCA Records en el Reino Unido, aunque su compra a nivel internacional ya era una realidad. Fue escrita y producida por Terius "The-Dream" Nash y Christopher "Tricky" Stewart con composición adicional proporcionada por Carlos McKinney, dando lugar a esta balada. 
Con un sonido "pop" y "R&B", «On The Rocks» obtuvo principalmente críticas mixtas de los críticos musicales, que destacaron la calidad vocal mostrada por Scherzinger, aunque otros mostraron su enojo ante un sencillo calificado como "común". 

## Recepción de la crítica
"On The Rocks" recibió críticas generalmente mixtas, algunas coincidían en lo genérica que resulta canción si tenemos en cuenta que es el segundo sencillo del álbum, aunque también resaltaron la gran calidad vocal de Nicole. La reseña de Melinda Newman de Hitfix es una muestra de ese punto de vista, ya que describió la producción como "un poco anticuado" que podría "obstaculizar sus posibilidades en la radio de los EE.UU.". Jacques Peterson de Popdust opinó que "la falta el éxito de 'Your Love', Nicole está ahora jugando sobre demasiado seguro con el siguiente single genérico.". Brad O'Mance escribió para Popjustice que "por una cierta distancia, el peor single de toda la carrera de Nicole Scherzinger."  Un escritor de MuuMuse se preguntó si es una de las canciones más fuertes del álbum y criticó el uso, supuestamente, de Auto-Tune señalando a Scherzinger como "una forma verificable de ser muy buena cantante." Escribiendo para Idolator, Bradley Stern también criticó el uso, supuestamente, de Auto-Tune y tomó nota de la canción podría servir como un B-side a Kelly Rowland de su canción de 2010 "Rose Colored Glasses".

## Vídeo musical
El vídeo musical de "On The Rocks", que fue filmado en Los Ángeles, California bajo la dirección de Tim Mattia, fue publicado el 5 de octubre de 2014 y con una estética en blanco y negro donde Scherzinger se muestra destrozada por una relación hasta que consigue liberarse.
Scherzinger dijo que "On The Rocks" es su vídeo favorito, dentro de los que ha hecho, diciendo: "Yo sólo quería que al ver el vídeo no se sintiese como un video musical normal, realmente auténtico y muy crudo. Es muy enriquecedor. Es una canción muy emocional y personal para mí ". El día que el vídeo se estrenó, un revisor de Rap-Up describió el vídeo como "impresionante". Bradley Stern, escribiendo para Tele describió como "apropiadamente dramática" y elogió la capacidad del Scherzinger para "transmitir la emoción de su música. Jacques Peterson del Popdust describió el vídeo como una mezcla entre el vídeo de Eminem y Rihanna "Love the Way You Lie" y una campaña publicitaria de Armani. Actualmente el videoclip supera el millón de reproducciones en YouTube.

## Listado de canciones
| Descarga digital 1. "On the Rocks" – 5:07 | Descarga digital - Remixes 1. On the Rocks" (Wideboys Remix) – 3:46 2. On the Rocks" (Wideboys Club Remix) – 6:23 |

## Actuaciones en vivo
Scherzinger interpretó por primera vez "On The Rocks" en septiembre de 2014 en el London Palladium como parte del programa británico "Sunday Night at the Palladium". El 14 de octubre de 2014 Scherzinger ofreció un concierto privado en el Hotel Cafe Royal de Londres, donde además de viejos éxitos como "Don't Hold Your Breath" o "Your Love", Scherzinger interpretó "On The Rocks". Scherzinger visitó el programa "This Morning" de Inglaterra el 18 de octubre, donde volvió a interpretar la balada además de conceder una entrevista. Scherzinger interpretó la balada el 22 de octubre durante los Premios MOBO celebrados en el Wembley Arena de Londres. Esa misma noche, se emitió la participación de Scherzinger en el programa británico "Surprise, Surprise", donde la cantante volvió a interpretar la balada además de sorprender a una fanática de la hawaiana. También se presentó en el KEY 103 Christmas Live, en el Phones 4u Arena de Mánchester el 4 de diciembre.

## Listas
| Reino Unido | UK Singles Chart | 90 |

## Historial de lanzamientos
| País         | Fecha                 | Formato          | Versión        | Discográfica | Ref    |
| ------------ | --------------------- | ---------------- | -------------- | ------------ | ------ |
| Australia    | 10 de octubre de 2014 | Descarga digital | Wideboys remix | Sony Music   | [ 19 ] |
| Alemania     | 10 de octubre de 2014 | Descarga digital | Wideboys remix | Sony Music   | [ 20 ] |
| Irlanda      | 10 de octubre de 2014 | Descarga digital | Wideboys remix | Sony Music   | [ 21 ] |
| Irlanda      | 10 de octubre de 2014 | Descarga digital | Álbum versión  | Sony Music   | [ 22 ] |
| Países Bajos | 10 de octubre de 2014 | Descarga digital | Wideboys remix | Sony Music   | [ 23 ] |
| Australia    | 12 de octubre de 2014 | Descarga digital | Álbum versión  | Sony Music   | [ 22 ] |
| Brasil       | 12 de octubre de 2014 | Descarga digital | Álbum versión  | Sony Music   | [ 24 ] |
| Canadá       | 12 de octubre de 2014 | Descarga digital | Álbum versión  | Sony Music   | [ 25 ] |
| Francia      | 12 de octubre de 2014 | Descarga digital | Álbum versión  | Sony Music   | [ 26 ] |
| Países Bajos | 12 de octubre de 2014 | Descarga digital | Álbum versión  | Sony Music   | [ 27 ] |
| Reino Unido  | 12 de octubre de 2014 | Descarga digital | Álbum versión  | RCA Records  | [ 28 ] |
| Alemania     | 15 de octubre de 2014 | Descarga digital | Álbum versión  | Sony Music   | [ 29 ] |